# Frantz Casper Kiær
Frantz Casper Kiær, född den 13 juli 1835 i Drammen, död den 27 juni 1893 i Kristiania, var en norsk medicinhistoriker och bryolog, bror till Anders Nicolai Kiær.
Kiær blev candidatus medicinæ 1863 och hade vid sidan av sin praktik anställning i medicinalkontoret (Justitiedepartementet). 
År 1873 utgav han det omsorgsfulla biografiska verket Norges Læger i det 19:e Aarhundrede (ny och utvidgad upplaga i 2 band, 1887-90). 
Av hans botaniska författarskap kan framhållas hans uppsatser om mossorna, vilka arbeten är tryckta i åtskilliga band av "Kristiania videnskabs-selskabs forhandlinger".